# Frankia alni
Frankia alni ist die einzige Art der Gattung Frankia, grampositiver, aerober, filamentöser (Zellfäden bildender) Bakterien mit hohem GC-Gehalt aus der Ordnung der Actinomycetales. Die Gattung wurde nach dem deutschen Mikrobiologen Albert Bernhard Frank (1839 bis 1900) benannt. Die Bakterien gehören zu den Stickstofffixierern und gehen mit Pflanzen eine Symbiose ein (Aktinorrhiza).

## Symbiose mit Pflanzen
Die bodenlebenden Bakterien kommen sowohl frei als auch in enger Symbiose mit verholzenden Pflanzen vor. Symbiotisch lebende Vertreter können zwei verschiedene Arten von Knöllchen an Pflanzenwurzeln induzieren (Aktinorrhiza). Der Zusammenhang zwischen Wurzelanschwellungen und dem Befall mit Bakterien wurde 1866 erstmals vom russischen Botaniker Michail Stepanowitsch Woronin zusammen mit den Knöllchenbakterien der Leguminosen beschrieben.
Relativ gut untersucht ist die Symbiose mit Erlen. Im Gegensatz zu Pilzen (die ebenfalls Symbionten von Pflanzen sein können) hat Frankia die Fähigkeit, mit Hilfe des Enzymkomplexes Nitrogenase Stickstoff aus der Luft zu binden und für die Pflanze verfügbar zu machen. Dies ermöglicht der Pflanze, auch auf stickstoffarmen Böden zu gedeihen. Der hohe Energiebedarf für die bakterielle Stickstofffixierung wird durch die Pflanze in Form von Kohlenhydraten aus der Photosynthese gedeckt. Die Anreicherung mit Stickstoff ist so hoch, dass man unter Erlen häufig stickstoffliebende Pflanzen wie zum Beispiel Brennnesseln (Urtica dioica) als Begleitflora antrifft.

Ihre sauerstoffempfindliche Nitrogenase schützen die Bakterien, indem sie sie an den verdickten Enden ihrer Zellen in kugelförmige Vesikel einschließen. Ein besonderes Problem bildet nun aber der Transport des Sauerstoffs, da die Stickstofffixierung sehr viel Energie und damit immer auch Sauerstoff benötigt. Um genug Sauerstoff bei trotzdem niedrigem O2-Partialdruck bereitzustellen, wird von den Pflanzen Leghämoglobin eingesetzt. Im Gegensatz zu anderen symbiotischen Stickstofffixierern (wie zum Beispiel Rhizobien) kann Frankia deshalb auch ohne Symbiont und bei vollem Sauerstoffpartialdruck Stickstoff fixieren.
Im Gegensatz zu Rhizobien ist Frankia weniger auf bestimmte Pflanzenarten als Symbiont spezialisiert. So wurden die Bakterien außer an Erlen auch an Wurzeln von 8 anderen Pflanzenfamilien (Aktinorrhiza-Pflanzen) gefunden. Früher unterteilte man diese Isolate in mehrere Arten. Heute geht man jedoch nur noch von einer Art aus.

## Synonyme fürFrankia alni
Frankia alni ist auch unter folgenden Artnamen bekannt:
- Frankia subtilis
- Nocardia alni
- Streptomyces alni
- Proactinomyces alni
- Actinomyces alni
- Plasmodiophora alni
- Schinzia alni